# Rallina
Rallina é um género de ave da família Rallidae.
Este género contém as seguintes espécies:
- Rallina tricolor
- Rallina canningi
- Rallina fasciata
- Rallina eurizonoides

Tradicionalmente, incluía também estas espécies, que foram reclassificadas como o género Rallicula:
- Rallina rubra
- Rallina leucospila
- Rallina forbesi
- Rallina mayri